# Стапарско ћилимарство
Стапарско ћилимарство је специфичан начин израде ћилима које је поникло у месту Стапар у Бачкој. Специфичност те врсте ћилима су различити цветни дезени првобитно израђивани у две боје а касније у свим расположивим бојама и нијансама, Такав изглед их је издвојио од осталих врста ћилима због чега су сврстани у национални регистар на листу нематеријалног културног наслеђа Србије.

## Историјат
Ћилим је производ добијен поступком ткања одређене ширине и дужине у зависности од намене и величине разбоја - уређаја на коме се израђује. Израдом ћилима су се бавиле жене у својим домаћинствима на једноставним ручним разбојима. Почетна израда је била  на разбојима којима је била ограничена димензија. Жене су својом креативношћу стварале дезен - шару која је у почетку била у две боје беж и белој. Начин израде је био такав да су лице и наличје били исти, а димензије према замисли ткаље, величине разбоја и намене ћилима. Ти производи су углавном били девојачка спрема при удаји па су се најчешће израђивали ћилими којима су се прекривали кревети. Због ограничене димензије разбоја ткали су се из два дела па су се спајали на средини. Такође су се користили као подни покривач у собама димензије 2x2 м  или мањи комади испред кревета. Њихова лепота је дошла до изражаја применом различитих боја и нијанси које су омогућиле ткаљама комбинацију цветова у самом дезену ћилима.                          
Ћилимарство је у XIX веку било део текстилне радиности кућне делатности. Занат тада није био лако доступан свим сеоским слојевима па је ћилимарство било луксуз који је могао да приушти само имућан домаћин, док је сиромашан живаљ израђивао поњавице.

## Материјали за израду ћилима
За израду су се као материјал користили кудеља и вуна. Војводина је у једном периоду била велики произвођач кудеље веома доброг квалитета која је била тражена и цењена на европском тржишту. Интересовање за ћилиме је било све веће па су се формирале радионице за ткање у Сомбору и Врбасу а касније и фабрика у Великом Бечкереку садашњем Зрењанину.

## Разбоји
Почетна израда је била на разбојима којима је била ограничена димензија. Почетком XX века су конструисани широки разбоји на којима су се могли израђивати тешки ћилими са димензијама преко 2 метра. Хемијска индустрија је омогућила  већи распон боја чиме се добијала могућност примене већег броја  различитих шара. Развој европске уметности је извршио утицај  у Стапарско ћилимарство примењујући раскошни необарок. Од тада почиње стварање модерног типа ћилима чија се израда шири по Србији. Првобитни Стапарски ћилими својим обележјем су увршћени у културну баштину  овог краја са циљем да се сачува техника израде. Својом лепотом и универзалношћу дезена  стапарски ћилими се примењују као дипломатски поклон.

## Разлике између пиротског, сјеничко-пештерског и стапарског ћилима
Сваки од ових ћилима препознатљив је по шарама, а сјеничко-пештерски се понекад теже разликује од пиротског.
Главне одлике пиротског ћилима:
- нема наличје, односно лице и наличје су идентични,
- израђује на вертикалном разбоју,
- сировина је најбоља вуна од оваца са Старе планине,
- основна техника ткања је клечање, којим се постиже исти изглед са обе стране,
- шаре су углавном аутентичне, увек симетричне, а најпознатија је корњача која симболизује благостање и дуг живот.
- оно што пиротски ћилим разликује пре свега од сјеничко-пештерског јесте такозвани ћенар, односно ивица која уоквирује или цео ћилим (спољашњи ћенар) или целине на ћилиму (унутрашњи ћенар или чендра). Ћенара углавном нема на сјеничко-пештерском, и никад на стапарском ћилиму.

Главне одлике сјеничко-пештерског ћилима:
- грубље је грађе од осталих,
- шаре су углавном геометријске, понекад сличне онима на пиротском,
- нема ћенар, односно ивицу,
- може бити с ресама и без њих, и грубље је пређе
- Некада се израђивао на хоризонталном разбоју, па је морао да се саставља по средини или из неколико делова. Данас се тка на вертикалном разбоју, из једног дела,
- сировина је вуна сјеничке аутохтоне овце праменке.

Главне одлике стапарског ћилима:
- најчешће шаре су стилизовани флорални мотиви
- као и сјеничко-пештерски, и овај ћилим се некад спајао на средини или је рађен у неколико делова које су после састављали
- сировина за стапарски ћилим је комбинација кудеље и вуне (више кудеље него вуне),
- никад нема ресе.[2]